# Натаніель Палмер
Натаніель Браун Палмер (англ. Nathaniel Brown Palmer; 8 серпня 1799 — 21 червня 1877) — американський мисливець на морських тюленів, дослідник, морський капітан та конструктор кораблів. Свою назву він дав Землі Палмер (Антарктида), яку він дослідив у 1820 р. на шлюпі «Герой». Він народився в Стонінгтоні, штат Коннектикут, і був нащадком Вальтера Палмера, одного з засновників міста.

## Морська кар'єра та дослідження Антарктики
Протягом 1810-х років шкури з Південного океану високо цінувались як товари для торгівлі з Китаєм. Палмер служив другим помічником на борту «Герсилії» під час першого рейсу, в якому вона стала першим американським танкером, що досягув Південних Шетландських островів. Як умілий і безстрашний мисливець на тюленів, Палмер досяг свого першого командування в ранньому 21-річному віці. Його судно, зменшений шлюп «Герой», було завдовжки всього 47 футів (14 м). Палмер рушив на південь до Антарктики на шлюпі на початку літа 1820—1821 років. Агресивно шукаючи нових розташувань ластоногих на півдні від мису Горн, 17 листопада 1820 року Палмер і його люди дісталися (майбутнього) Антарктичного півострова та стали першими американцями, які досягли берегів (майбутньої) Антарктиди. Раніше, у другій половині січня січні 1820 року, російська експедиція на чолі з Фабіаном Готтлібом фон Беллінсгаузеном підходила до шельфового льодовика Антарктиди, а 30 січня 1820 року британська експедиція під керівництвом Едварда Брансфілда та Вільяма Сміта досягла півострова Трійці.
Разом з англійським мореплавцем Джорджем Пауеллом Палмер також спільно відкрив розташований поблизу архіпелаг Південні Оркнейські острови.

## Торгівельно-морська кар'єра та розвиток кораблебудування
Закінчивши успішну кар'єру мисловця за тюленями, Палмер перемкнув свою увагу на керування швидкісними вітрильними судами для перевезення експрес-вантажів. У 1843 році капітан Палмер взяв командування над «Полом Джонсом» у його першому плаванні з Бостона до Гонконгу, прибувши до порту призначення за 111 днів. У цій новій ролі капітан з Коннектикуту пройшов багато головних світових вітрильних маршрутів. Спостерігаючи сильні та слабкі сторони океанічних парусних кораблів свого часу, Палмер запропонував і розробив удосконалення їх корпусів і такелажів. Вдосконалення зробили Палмера співрозробником кліпера середини 19 століття.
1836 року Палмер придбав у капітана Лопера будинок в Соутінгтоні, штат Коннектикут. Сім'я Лоперів була в основному китобійцями з Іст-Гемптона (Лонг-Айленд). У капітана Якова Лопера було четверо синів, які займалися китобійним промислом в Нантакеті, штат Массачусетс; затоці Делавер, південніше Нью-Джерсі; Блок-Айленді, Род-Айленд;Саутінгтоні, Коннектикут. Видуманий персонаж Ісмаїл в «Мобі Дік» заснований на подіях в житті одного з дітей капітана Лопера, який був єдиним вцілілим у 1835 році з потопленого біля Японії судна. Молодий Джеймс Лопер плив на труні протягом тижня. У капітанській бібліотеці у будинку Лопера Палмер знайшов багато старих карт, в тому числі дві берегової лінії Антарктиди, зроблених Лопером під час роботи з Голландською Ост-Індійською компанією. Сім'я Лоперів винайшла принцип «All Found», що означало, що причал і їжа не віднімалися з зарплати моряків. Рабам-втікачам, що наймались на судно, платили однакову з матросами ставку.
У період з 1852 по 1854 роки Палмер побудував свій будинок у Стонінгтоні, який сьогодні відомий як Натаніель Б. Палмер Хаус . Будинок має перехідний стиль, що поєднує в собі елементи грецького відродження та вікторіанського італійського стилю. Він був визнаний Національною історичною пам'яткою в 1996 році і зараз є штаб-квартирою історичного товариства Стонінгтона.
Палмер завершив свою вітрильну кар'єру і став поважним джентльменом в своєму рідному місті Стонінгтоні як успішний власник кліперів.
Помер 1877 року, у віці 77 років.

## Вшанування пам'яті
На честь мореплавця названі:

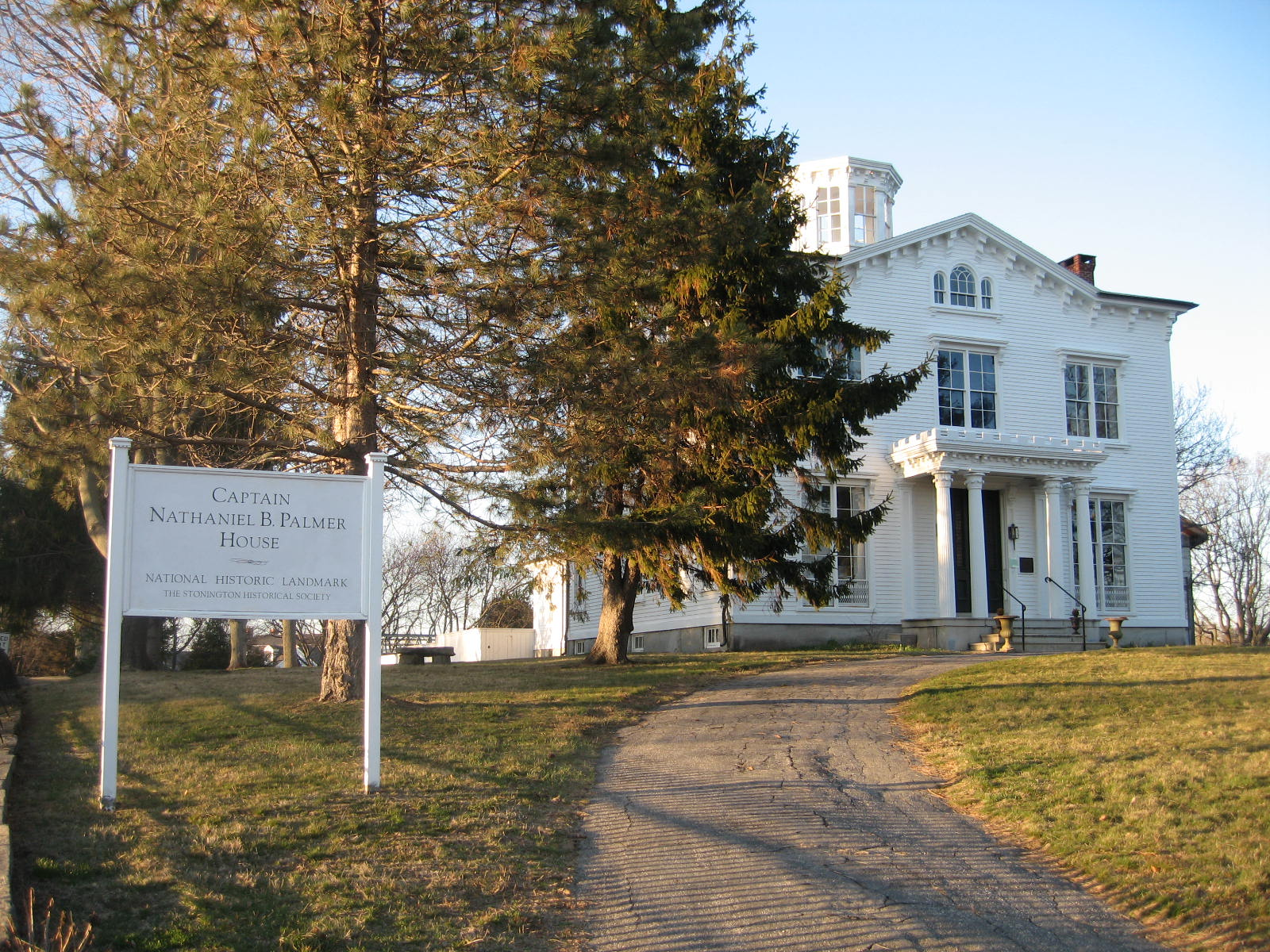
Натаніель Б. Палмер Хаус, Стонінгтон, Коннектикут

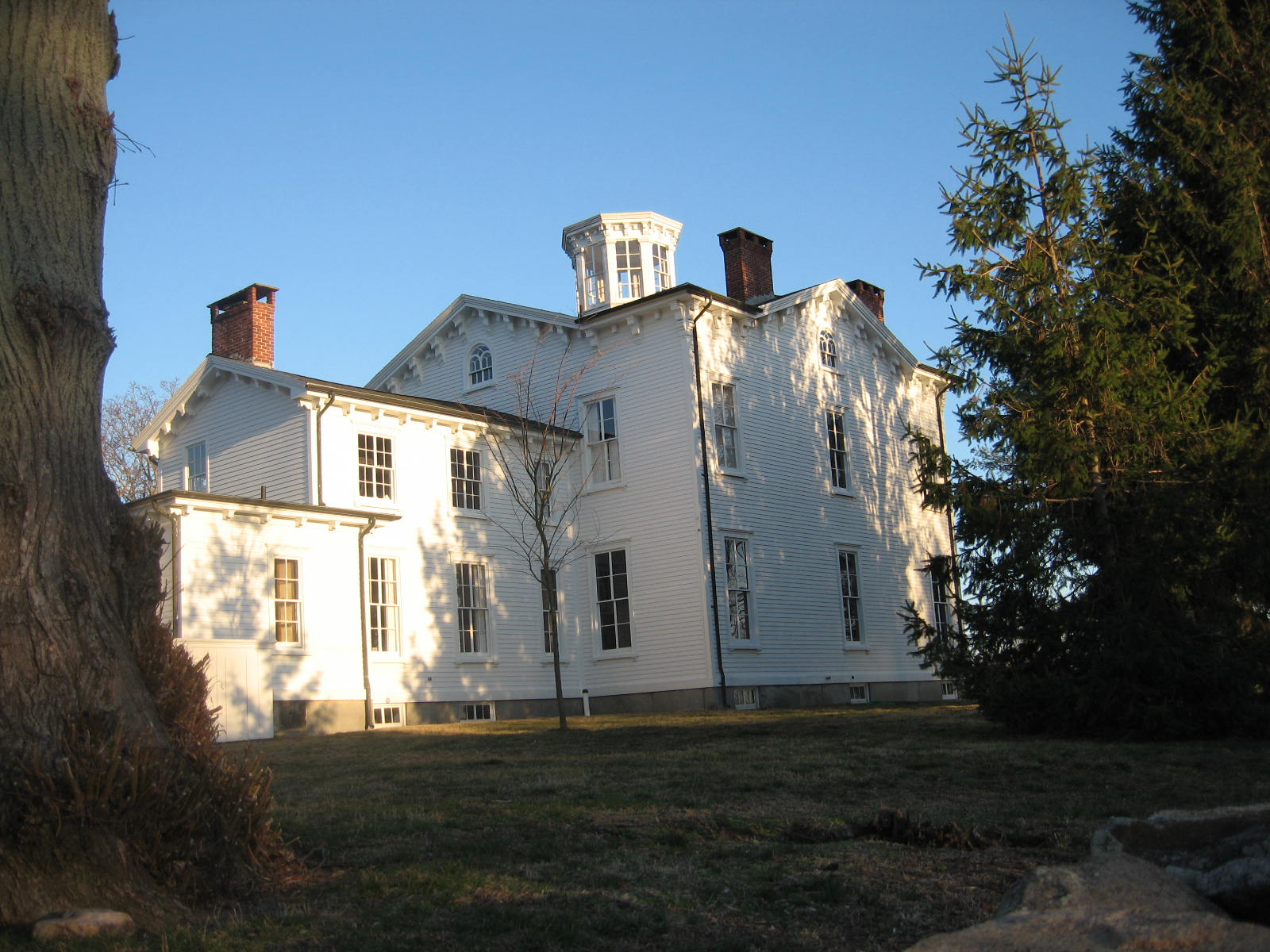
Натаніель Б. Палмер Хаус, вид з тильної сторони

- Земля Палмера, що входить до Антарктичного півострова, а також архіпелаг Палмера;
- Науково-дослідницька урядова програма в Антарктиці та одна з наукових станцій США в Антарктиді, розташована на островах, які досліджував Палмер;
- корабель-кліпер «Палмер» (побудований Якобом Аароном Вестервельтом) та антарктичний криголам «Nathaniel B. Palmer».
- На честь шлюпа «Герой», на якому капітан Палмер відвідував острови Антарктики в 1820—1821 роках, названо затоку Хіроу на Південних Шетландських островах, а також ескарп, виявлений у південній півкулі планети Меркурій у 1973 році.
- 14 вересня 1988 року Поштова служба США видала марку на честь Натаніеля Палмера.
- Його будинок у Стонінгтоні, Натаніель Б. Палмер Хаус, був оголошений Національною історичною пам'яткою в 1996 році. Згідно з даними Grand Lodge AF&AM з Коннектикуту, він був закладений у 1826 році родиною Лоперів.